# 二式水上戰鬥機
二式水上戰鬥機是日本帝國海軍在第二次世界大戰中所使用的戰鬥機，為零式戰鬥機的水上飛機改造版本。簡稱二式水戰，由中島飛行機株式會社開發製造，盟軍代號「Rufe」，

## 簡介
在1937年中日戰爭爆發後，當時空戰理論主要還是拚比迴旋格鬥性能，因此具備良好機動性的水上飛機在纏鬥中能和中華民國空軍的戰機不相上下，甚至還有擊墜對手的成績，這讓日本海軍認為未來水上飛機仍有用於空戰的潛力。在1939年決定開發專業的水上戰鬥機，代號「十五試水上戰鬥機」，也就是後來服役的強風水上戰鬥機。
不過，強風開發遭遇困境，沒辦法屆時服役；日本海軍在1941年決定南進政策後，非常需要在缺乏機場等基礎設施的南洋群島作戰，所以需要更多性能優秀的水上飛機。為了盡速構成戰力，日本海軍打起了剛服役的優異戰機—零式艦上戰鬥機的主意；日本海軍對中島飛機委託，要求它們將零戰11型改造為水上戰鬥機。之所以找上中島，一方面是因為三菱重工當時正忙著量產零戰與一式陸上攻擊機抽不出空餘；而中島在代工零戰，對零戰設計並不陌生，而且又研發過許多種水上飛機，實為最適合的選擇。
中島在1941年初接獲「假稱一號水上戰鬥機」的命令後，社內賦予了「AS-1」的名稱，由三竹忍工程師負責設計，以零戰11型為母體改造。經過11個月的改造工程，原型機在1941年12月8日首飛，測試結果良好；1942年7月6日正式定型稱「二式水上戰鬥機」。
原本是打算以需要重大維修而回廠的11、21型為對象進行改裝，並且改裝的部分是有限的。另外則以二號艦上戰鬥機(後來的零戰32型)為基礎來全新打造「假稱二號水上戰鬥機」這樣的方針。這是因為新造零戰必須優先配給航艦部隊、沒有分給二線任務部隊的餘裕，另外以11型、21型為基礎的一號水上戰鬥機因為本來定位即屬過渡中的過渡、不被視為會長期在前線服役的機種也是原因之一。
但是原本並非作為水上飛機而設計的零戰，其機身上的開口部分相當多，滲入的海水將會腐蝕機身各處，尤其是鎂合金製的零件。由於無法做到將現存的零戰加以簡單改造，因此從設計階段開始，就全面考慮到抗腐蝕對策，對於作為水上飛機不適合的地方全部都加以修正，全部機體都改為全新製造。另外，假稱二號水上戰鬥機因為32型的審查延遲而中止了。

## 改造重點
中島以零戰11型為修改母型，主要變更點有：
- 取消起落架輪胎及著艦尾鉤
- 加裝九五式水上偵察機使用的浮筒，包括機腹下的大型浮筒以及主翼兩側下方的輔助浮筒，主浮筒使用零戰的機腹掛架處以及V型支架與機身連接。
- 增加垂直尾翼面積、垂直尾翼的方向舵延伸至機身下原配置尾鉤的區域、機身下方追加安定鰭
- 航電系統防水處理

這些強化措施不能避免的增加了空氣阻力與空重，相比零戰11型，二式水戰的空重增加了200公斤。增加阻力，就代表飛行性能勢必得犧牲，於是中島在機腹浮桶內安裝燃料箱維持續航力，雖然極速、續航力等下降許多，但保持了格鬥空戰需要的機動性。

## 操作評價
量產的二式水戰主要配備給第五海軍航空隊及第十四海軍航空隊（1942年改編號為八〇二海軍航空隊），北至阿留申群島戰役，南邊在馬紹爾群島等地，從事各種空中行動，包括攻擊敵軍基地、海上巡邏等，駐紮在阿圖島、基斯卡島的二式水戰部隊中曾有締造4次個人擊落、5次共同擊落的王牌飛行員。對阿拉斯加的美軍經驗是，二式水戰可以在夜間投擲照明彈，有效剋制魚雷快艇發動夜襲。
另一位以二式水戰達成空戰王牌成績的飛行員為松永秀則（Eitoku Matsunaga），他在東南亞和澳洲皇家空軍對戰期間締造8次個人擊落紀錄。
不過，二式水上所謂的良好空戰性能終究是水上飛機標準，比起1940年代量產的戰鬥機與新型空戰概念沒多少優勢可言，了不起就只能作為驅趕偵查機或轟炸機用而已。量產時間僅有1年，1943年9月便停產。在東南亞以及北太平洋佔領地逐步淪陷後，本土的二式水戰主要集中在大津海軍航空隊、橫濱海軍航空隊、佐世保海軍航空隊、高雄海軍航空隊等單位。這批戰機後續主要用於巡邏任務，也有做為自殺特攻使用。最後一次由二式水戰締造的空戰勝利在1945年2月7日盟軍對東京轟炸期間，二式水戰擊落了2架F6F地獄貓戰鬥機。
總產量只有327架並不算多，但是因為其他國家幾乎沒有生產此類戰鬥機，以水上戰鬥機來說生產數量可以說是世界最多的。

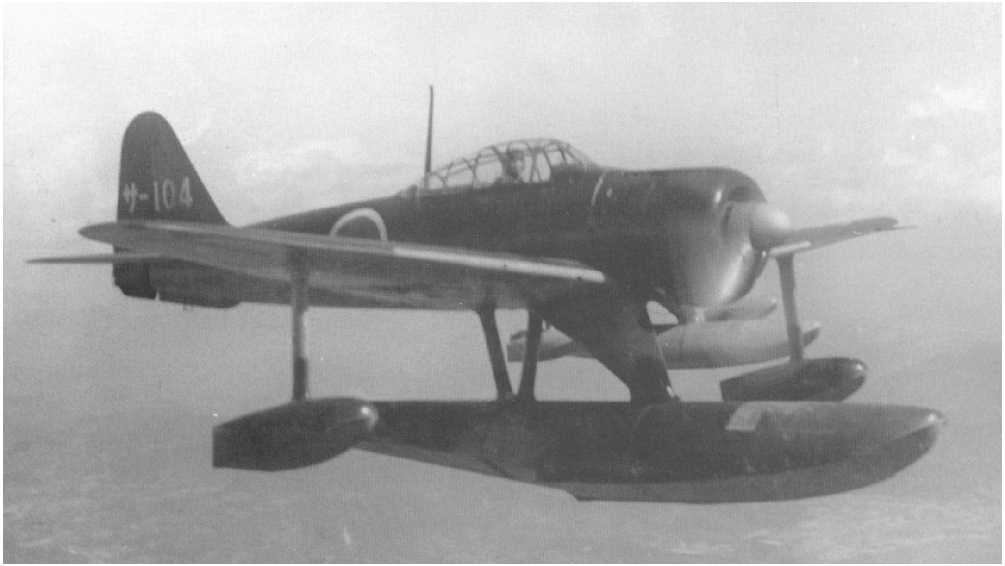
佐世保航空隊所屬的二式水戰

## 現存狀況

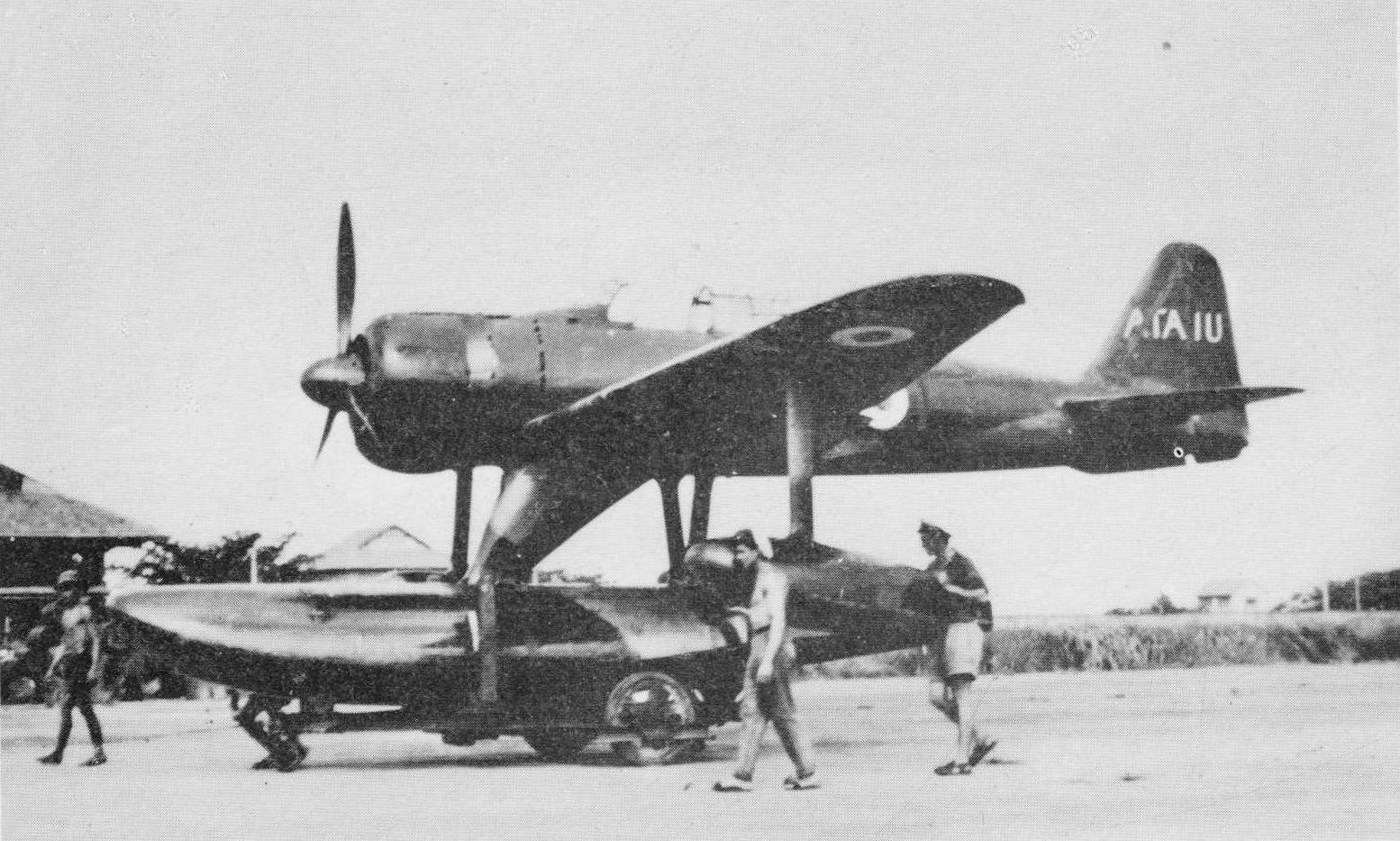
法國在二戰後獲得的二式水戰

到1945年日本戰敗時，日本國內尚存24架；不過盟軍也沒興趣帶回國內研究，殘餘機體在1945年12月集中焚毀。法國在重新進駐法屬印度支那時在西貢河流域卡萊海軍航空基地繳獲了10架零式水上偵察機與1架二式水戰，由法國海軍第8航空分隊接收，法國人曾試圖修復這架二式水戰，但是在1946年9月19日由26歲的雷蒙·霍斯塔利埃（Raymond Hostalier ）二級少尉試飛時，飛機落水時解體毀損，飛行員殉職。因此二式水戰並無其它國家的使用紀錄。
目前僅有筑前町立大刀洗和平記念館收藏二式水戰主浮桶，不過並未公開展示。
2015年在密克羅尼西亞的楚克群島近海，當地住民發現了沉於海中的一架水上飛機，同年12月日本的水中攝影師戶村裕行對該機進行了攝影。根據潮書房的「丸」雜誌鑑定後確認為本機，除了主浮桶破損之外幾乎完整保留原型。至於為何沉在此地目前仍不得而知。